# داوید مورو
داوید مورو (فرانسوی: David Moreau‎؛ زادهٔ ۱۴ ژوئیه ۱۹۷۶) کارگردان و فیلم‌نامه‌نویس اهل فرانسه است. 
از فیلم‌هایی که وی در آن‌ها نقش داشته‌است، می‌توان به چشم، ۲۰ سال فاصله و کینگ اشاره نمود.